# 臺北市立中山國民中學
臺北市立中山國民中學是位於臺北市松山區的一所公立國民中學，創校於1978年，鄰近捷運文湖線中山國中站。中山國中以「大器中山人」為辦學願景，該校長年培育羽球選手。

## 校史
- 1977年8月5日，成立籌備處並由王學品擔任主任。同年9月，行政院核准公告徵收校地，並分4期興建校舍。12月招標發包後開工。
- 1978年7月31日，第1期校舍工程完工，隔日「臺北市立中山國民中學」正式成立。[6]
- 1984年第2及第3期校舍工程完工。
- 1985年第4期活動中心工程完工。
- 2018年綜合大樓新建工程發包，2021年落成啟用，命名為「星耀樓」，綜合球場命名為「麟洋館」;並將原有四棟校舍「與日月星辰齊名」的意涵命名為「迎曦樓」、「御風樓」、「寰宇樓」及「捷思樓」。

## 歷任校長
| 任別 | 姓名   | 任職時間                    |
| ---- | ------ | --------------------------- |
| 1    | 王學品 | 1978年8月1日-1988年7月31日  |
| 2    | 鄭英魁 | 1988年8月1日-1994年1月31日  |
| 3    | 周麗玉 | 1994年2月1日-1998年7月31日  |
| 4    | 陳總鎮 | 1998年8月1日-2001年8月28日  |
| 5    | 曾美蕙 | 2001年8月29日-2008年7月31日 |
| 6    | 張勳誠 | 2008年8月1日-2015年7月31日  |
| 7    | 周婉玲 | 2015年8月1日-2022年7月31日  |
| 8    | 吳明峰 | 2022年8月1日-               |

## 校友

### 政治界
- 徐永明：無黨籍政治人物、政治學學者[9]。
- 周芳如：台灣民眾黨政治人物。

### 體育界

#### 羽球
- 江穎麗[10]：原名江美慧，2018年德國羽毛球公開賽單打八強。
- 許仁豪：2017年台北世大運羽球混合團體金牌[11]。
- 李哲輝：2018年亞洲運動會羽球比賽男子雙打銅牌選手。
- 李洋：2020年東京奧運羽球男子雙打比賽金牌選手[12]、2024年夏季奧林匹克運動會羽球男子雙打比賽金牌[13][14]。
- 王齊麟：2020年東京奧運羽球男子雙打比賽金牌選手[15]，2024年夏季奧林匹克運動會羽球男子雙打比賽金牌。
- 王子維：2020年東京奧運羽球男子單打比賽16強選手。

### 文學界
- 黃麟傑：繪本作家。

## 爭議
- 2008年，蕭曉玲老師因為反對郝市府政策「一綱一本」遭學校以行為不檢等理由解聘。2016年，北市府廉政委員會建請市府撤銷中山國中當年所做的解聘處分，回復蕭曉玲老師的教師資格[16]。

## 相關
中租企業羽球隊與臺北市立中山國民中學、臺北市立百齡高級中學、臺北市立西湖國民中學合作，簽約36名種子球員。

## 外部連結
- 臺北市立中山國民中學官網 （页面存档备份，存于）